# Hadena chalcia
Hadena chalcia là một loài bướm đêm trong họ Noctuidae.